# Thaumatoconcha radiata
Thaumatoconcha radiata är en kräftdjursart som beskrevs av Louis S. Kornicker och Sohn 1976. Thaumatoconcha radiata ingår i släktet Thaumatoconcha och familjen Thaumatocyprididae. Inga underarter finns listade i Catalogue of Life.